# Hàm bước

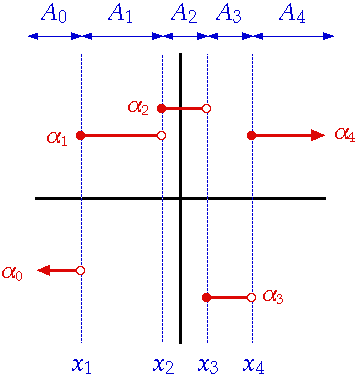
Ví dụ về một hàm bước (đường màu đỏ). Hàm bước này là liên tục bên phải.

Trong toán học, một hàm số trên tập số thực được gọi là hàm bước (hoặc hàm bậc thang) nếu nó có thể được viết dưới dạng một tổ hợp tuyến tính hữu hạn của các hàm chỉ thị trên một số khoảng. Nói đơn giản, một hàm bước là một hàm hằng trên hữu hạn khoảng.

## Định nghĩa và hệ quả
Một hàm số {\displaystyle f\colon \mathbb {R} \rightarrow \mathbb {R} } được gọi là một hàm bước nếu nó có thể được viết dưới dạng
{\displaystyle f(x)=\sum \limits _{i=0}^{n}\alpha _{i}\chi _{A_{i}}(x)\ } với mọi số thực x
trong đó n ≥ 0 và αi là các số thực, Ai là các khoảng còn χA là hàm chỉ thị của A:
{\displaystyle \chi _{A}(x)={\begin{cases}1&\mathrm {n{\acute {\hat {e}}}u} \,x\in A,\\0&\mathrm {n{\acute {\hat {e}}}u} \,x\notin A.\\\end{cases}}}
Trong định nghĩa này, các khoảng Ai có thể được giả sử là có hai tính chất sau:
1. Các khoảng rời nhau từng đôi một: Ai ∩ Aj = ∅ với mọi i ≠ j
2. Hợp của những khoảng này là toàn bộ đường thẳng số thực: {\displaystyle \bigcup _{i=0}^{n}A_{i}=\mathbb {R} }.

Nói các khác, các khoảng Ai là một phân hoạch của tập số thực.

## Ví dụ

Hàm bước Heaviside là một hàm bước được sử dụng rộng rãi.

- Một hàm hằng là một ví dụ tầm thường của hàm bước. Chỉ có một khoảng là A0 = R.
- Hàm signum sgn(x) bằng −1 với số âm và +1 với số dương, là một ví dụ đơn giản nhất về một hàm bước khác hằng.
- Hàm Heaviside H(x), bằng 0 cho số âm và 1 cho số dương, tương đương với hàm signum nhưng được dịch lên và thu nhỏ (H = (sgn + 1)/2). Nó là ý nghĩa toán học đằng một số bài kiểm tra tín hiệu, ví dụ như là để xác định đáp ứng bước của một hệ thống động lực.

Hàm chữ nhật, một hàm bước đơn giản khác.

- Hàm chữ nhật, còn gọi là hàm rect, được dùng để mô tả một xung đơn vị.

### Không phải ví dụ
- Hàm phần nguyên không phải là một hàm bước theo định nghĩa trên vì nó có vô hạn khoảng. Tuy nhiên, một số tác giả cũng coi hàm với số khoảng vô hạn như thế là hàm bước.[2]

## Tính chất
- Tổng và tích của hai hàm bước là một hàm bước. Tích của một hàm bước với một số cũng là một hàm bước. Do đó, các hàm bước tạo thành một đại số trên trường số thực.
- Tích phân xác định của một hàm bước là một hàm bậc nhất theo từng khoảng.
- Tích phân Lebesgue của một hàm bước {\displaystyle \textstyle f=\sum \limits _{i=0}^{n}\alpha _{i}\chi _{A_{i}}} là

{\displaystyle \int f(x)\,dx=\sum \limits _{i=0}^{n}\alpha _{i}\ell (A_{i}),\,}
trong đó {\displaystyle \ell (A)} là độ dài của khoảng A và các khoảng ở đây được giả sử là có độ dài hữu hạn. Thực tế, đẳng thức này (nếu xem là định nghĩa) có thể được dùng để xây dựng tích phân Lebesgue.
- Một biến ngẫu nhiên rời rạc được định nghĩa là một biến ngẫu nhiên có hàm phân phối tích lũy là hằng theo từng khoảng, tức là một hàm bước.[4]